# Telmabroms
Telmabroms är en elektromagnetisk broms som tillverkas av det franska företaget TELMA (Techniques ELectro-Mécaniques de l'Aveyron). Telmabromsen består av ett antal elektriska spolar vilka skapar ett magnetiskt kraftfält som genom virvelströmmar bromsar den axel där bromsen sitter när ström kopplas till spolarnas lindning.
Telmabroms monteras bland annat på bussar, husbilar, distributionsbilar och specialfordon där de kan monteras på kardanaxeln, bakaxeln eller växellådan förutom att de även används i industriella tillämpningar som hissar och vindkraftverk
Genom denna broms (likväl som med andra retarder-bromsar) kan man avlasta de vanliga friktionsbromsarna vilket leder till mindre slitage på friktionsbromsarna och därmed lägre kostnader. Nackdelen med denna retarder är att den energi som bromsas bort avges som värme och tas således inte tillvara.